# Don Lind
Don Leslie Lind (Murray (Utah), 18 mei 1930 – Logan (Utah), 30 augustus 2022) was een Amerikaans ruimtevaarder. Lind zijn eerste en enige ruimtevlucht was STS-51-B met de spaceshuttle Challenger en vond plaats op 29 april 1985. Tijdens de missie werd er wetenschappelijk onderzoek gedaan in de Spacelab module.
Lind werd in 1966 geselecteerd door NASA. In 1986 verliet hij NASA en ging hij als astronaut met pensioen. Hierna werd Lind leraar aan de faculteit natuurkunde van de Utah State University en vervulde een actieve rol in de kerkgemeenschap.
Hij overleed op 30 augustus 2022 op 92-jarige leeftijd.